# Ланг-Парк
«Ланг Парк» (англ. Lang Park), також відомий як «Брисбен Стедіум» (англ. Brisbane Stadium), за спонсорською назвою — «Санкорп Стедіум» (англ. Suncorp Stadium) — багатофункціональний стадіон, розташований у Брисбені, штат Квінсленд, Австралія, місткістю 52 500 глядачів. В основному використовується для проведення матчів з футболу, регбіліг і регбі, а також футбольних матчів.

## Історія
«Ланг Парк» був створений в 1914 році на місці колишнього кладовища Північного Брисбена і отримав ім'я на честь австралійського політичного і суспільного діяча Джона Ланга.
У 1935 році Футбольна рада Квінсленду (QSC) стала власником стадіону, маючи на меті використовувати його як основну майданчик для футбольних матчів в Брисбені.
У 1954 році Парк був переданий в оренду на 21 рік Лізі регбі Квінсленду (QRL). У наступні роки QRL проводив різні будівельні заходи і 12 квітня 1958 року на «Ланг Парк» відбулася перша офіційна гра в регбі-лізі. У 1965 році на стадіоні вперше відбувся матч з регбі-союзу грою між збірними Австралії та Південної Африки.
Приймав матчі молодіжного чемпіонату світу з футболу 1993 року, також на арені пройшли усі ігри Кубка націй ОФК 1998 року.
У 1994 році назву стадіону було змінено на «Санкорп Стедіум» (англ. Suncorp Stadium), коли спонсором арени стала Suncorp Group.
В кінці 90-х років було прийнято рішення повністю реконструювати стадіон. Залишилась лише Західна трибуну, всі інші трибуни були знесені та побудовані заново. Реконструкція розпочалась в 2001 році, було завершено через два роки і загалом коштувало 280 мільйонів доларів США.
Приймав матчі Кубка Азії з футболу 2015 року.

## Футбольні матчі

### Кубок Азії з футболу 2015
| Дата          | Час (UTC+10) | Збірна #1         | Рахунок | Збірна #2      | Раунд       | Глядачів |
| ------------- | ------------ | ----------------- | ------- | -------------- | ----------- | -------- |
| 10 січня 2015 | 19:00        | Саудівська Аравія | 0–1     | КНР            | Група B     | 12,557   |
| 12 січня 2015 | 19:00        | Йорданія          | 0–1     | Ірак           | Група D     | 6,840    |
| 14 січня 2015 | 19:00        | КНР               | 2–1     | Узбекистан     | Група B     | 13,674   |
| 16 січня 2015 | 19:00        | Ірак              | 0–1     | Японія         | Група D     | 22,941   |
| 17 січня 2015 | 19:00        | Австралія         | 0–1     | Південна Корея | Група A     | 48,513   |
| 19 січня 2015 | 19:00        | Іран              | 1–0     | ОАЕ            | Група C     | 11,394   |
| 22 січня 2015 | 21:30        | КНР               | 0–2     | Австралія      | Чвертьфінал | 46,067   |